# Marko Asell
Marko Asell (né le 8 mai 1970 à Ylöjärvi) est un lutteur finlandais spécialiste de la lutte gréco-romaine. Lors des Jeux olympiques d'été de 1996 organisés à Atlanta, il a obtenu la médaille d'argent dans la catégorie des 74 kg.
Asell a également commencé une carrière politique, étant membre du parlement finlandais de 2007 à 2011 pour la circonscription de Pirkanmaa.

## Palmarès
- : Médaille d'argent aux Jeux olympiques de 1996